# 十八松平
十八松平（じゅうはちまつだいら）は、松平氏の一族のうちで、徳川家康の時代までに鼠算式に分家したルーツを持つ松平家の俗称。徳川宗家を含める場合もある。家康の祖父・松平清康までの庶家に限定する場合もある。また、十四松平ともいわれる。
「十八松平」は、「松」の字を分解し十八公とする中国の慣習から着想されたという説があり、十八という数は実数ではないとも指摘される。

## 十八松平
三河松平氏とされ、庶家の十八家をさすといわれる（『国史大辞典』）。また「三河十八松平」ともいう。『改正三河後風土記』では「三州十八松平」と記載される。具体的に三河松平氏のどの庶家が十八松平を指すかは書物によって異なる。
松平宗家
- 岩津松平家 - 四代松平親忠の嫡男松平親長の流れで本来の宗家とされる。三河額田郡岩津（愛知県岡崎市岩津町）を領し、京都の政所伊勢氏に出仕した。

後の徳川家
- 安祥松平家 - 松平信光の三男親忠の流れで、後の徳川宗家にあたる。江戸時代の史料たる『改正三河後風土記』で十八松平に入る。以降、家督は親忠三男の松平長親、その長男松平信忠、その長男松平清康と継がれてゆく。

十四松平 - 江戸時代に存続し『寛政重修諸家譜』に記載された松平庶流十四家。
- 竹谷松平家 - 松平信光の長男守家の流れ。三河宝飯郡竹谷（愛知県蒲郡市竹谷町）を領した。
- 形原松平家 - 松平信光の四男与副の流れ。三河宝飯郡形原（愛知県蒲郡市形原町）を領した。
- 大草松平家 - 松平信光の五男光重の流れ。三河額田郡大草（愛知県額田郡幸田町）を領した。
- 五井松平家 - 松平信光の七男忠景の流れ。三河宝飯郡五井（愛知県蒲郡市五井町）を領した。御油とも書く。
- 深溝松平家 - 五井松平忠景の次男忠定の流れ。三河額田郡深溝（愛知県額田郡幸田町深溝）を領した。
- 能見松平家 - 松平信光の八男光親の流れ。三河額田郡能見（愛知県岡崎市能見町）を領した。
- 長沢松平家 - 松平信光の十一男親則の流れ。三河宝飯郡長沢（愛知県豊川市長沢町）を領した。
- 大給松平家 - 安祥松平親忠の次男乗元の流れ。三河加茂郡大給（愛知県豊田市大内町）を領した。
- 滝脇松平家 - 安祥松平親忠の九男乗清の流れ。三河加茂郡滝脇（愛知県豊田市滝脇町）を領した。
- 福釜松平家 - 安祥松平長親の次男親盛の流れ。三河碧海郡福釜（愛知県安城市福釜町）を領した。
- 桜井松平家 - 安祥松平長親の三男信定の流れ。三河碧海郡桜井（愛知県安城市桜井町）を領した。
- 東条（青野）松平家 - 安祥松平長親の四男義春の流れ。初代義春・二代忠茂は三河碧海郡青野城（愛知県岡崎市上青野町）、三代家忠が東条城（愛知県西尾市吉良町）を居城とした。
- 藤井松平家 - 安祥松平長親の五男利長の流れ。三河碧海郡藤井（愛知県安城市藤井町）を領した。
- 三木松平家 - 松平信忠の次男信孝は当初三河合歓木を領する。後に三河の三木城（愛知県岡崎市上三ツ木町）を居城とした。合歓木松平家とも。

家系が断絶した松平家
- 西福釜松平家 - 安祥松平親忠の七男松平親光の流れ。三河鴛鴨城（愛知県豊田市鴛鴨町）を居城としたため、押鴨松平家、鴛鴨松平家とも。
- 鵜殿松平家 - 安祥松平信忠の三男康孝の流れ。松平康孝が領していたことから、この家を三木松平家と呼称する場合がある。

その他
- 宮石松平家 - 大給松平乗元の三男乗次の流れ。存続したが『寛政譜』では大給松平家の分家。十八松平とされるときは一家扱い（『国史大辞典』）。
- 久松松平家 - 徳川家康生母の伝通院が久松氏に後妻に入り産んだ松平康元、次弟の康俊、さらに次弟の定勝からの流れ。松平姓を家康から下賜された経緯から久松松平は一門化する年代が異なり、清康以前の庶家に限定する場合は入らない。

## 江戸十八松平
江戸時代に、徳川将軍家から特に公的な文章などで用いる称号「松平姓」を許された大名のうち、下記の18家を指す。
『古事類苑』では、「他氏十八家」と呼ぶ。

### 譜代大名
下記の8家。
- 奥平松平家 - 奥平家。徳川家康の外孫でその養子となった松平忠明が始祖。武蔵忍藩主、播磨姫路新田藩主、上野小幡藩主、美濃加納藩主。
- 松井松平家 - 松井家。武蔵川越藩主。
- 戸田松平家 - 戸田家。信濃松本藩主。
- 久松松平家 - 久松家。伊予松山藩主、伊勢桑名藩主、伊予今治藩主、三河刈谷藩主、下総多古藩主、伊予松山新田藩主。
- 鷹司松平家 - 鷹司家。上野吉井藩主。
- 本庄松平家 - 本庄家。5代将軍徳川綱吉の母桂昌院の甥・松平資俊が始祖。丹後宮津藩主、越前高森藩主。
- 越智松平家 - 6代将軍徳川家宣弟の松平清武が始祖。上野国館林藩のち石見浜田藩主。
- 松平美濃守家 - 柳沢家。大和郡山藩主。

### 外様大名
下記の10家。
- 松平加賀守家 - 前田家。加賀金沢藩主。
- 松平陸奥守家 - 伊達家。陸奥仙台藩主。
- 松平薩摩守家 - 島津家。薩摩藩主。
- 松平長門守家 - 毛利家。長門萩藩主。[注釈 1]
- 松平官兵衛（筑前守・甲斐守）家 - 黒田家。筑前福岡藩主。[注釈 2]
- 松平安芸守家 - 浅野家。安芸広島藩主。
- 松平肥前守家 - 鍋島家。肥前佐賀藩主。
- 松平因幡守家、松平備前守家 - 池田家。因幡鳥取藩主、備前岡山藩主。
- 松平阿波守家 - 蜂須賀家。阿波徳島藩主。
- 松平土佐守家 - 山内家。土佐高知藩主。